# Midland Railway
La Midland Railway (MR) era una societa ferroviaria del Regno Unito che operò dal 1844 al 1922; da tale data confluì nella London, Midland and Scottish Railway.

## Storia

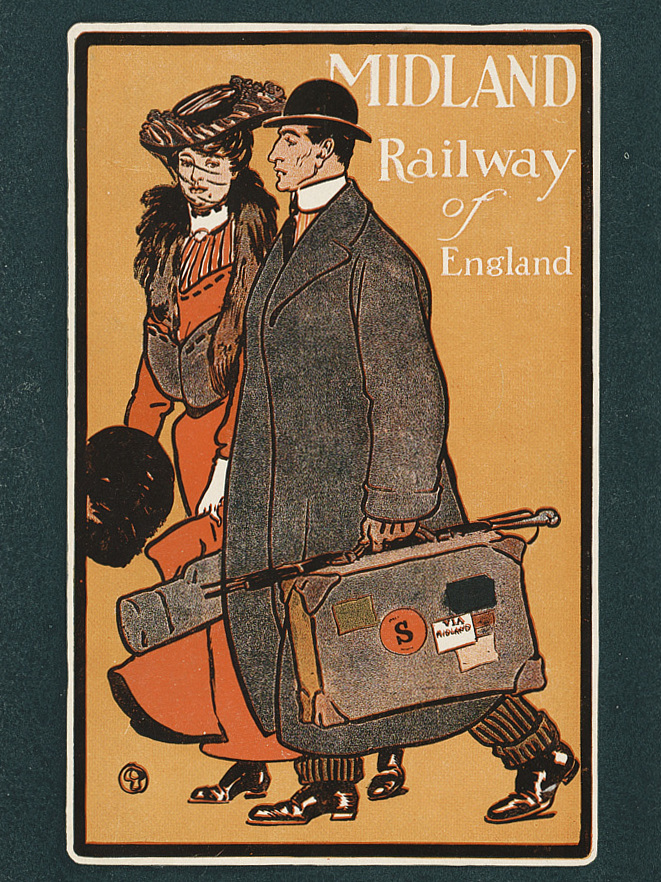
Midland Railway

Agli inizi la linea principale della MR era nota come Midland Main Line e collegava l'East Midlands a Londra e Leeds. La Midland, la cui sede sociale era a Derby, ebbe una vasta rete di ferrovie in tutta l'area orientale (East Midlands) e di collegamento con Birmingham, Bristol e Manchester. 
La società gestì anche servizi di navigazione da Heysham verso Douglas e Belfast.